# Asciodes scopulalis
Asciodes scopulalis is een vlinder uit de familie van de grasmotten (Crambidae), uit de onderfamilie van de Spilomelinae. De wetenschappelijke naam van de soort is voor het eerst gepubliceerd in 1854 door Achille Guenée.
Deze soort komt voor in Jamaica, Curaçao en Brazilië.